# Tunnel van Neffe
De tunnel van Neffe is een spoortunnel in Neffe, een wijk van Dinant. De tunnel heeft een lengte van 135 meter en bevindt zich in spoorlijn 154 (Namen - Givet) langs de noordelijke oever van de Maas. Bij de ingangen van de tunnel werden geen portalen opgemetst.
De tunnel van Neffe is ook bekend als tunnel van Anseremme, genoemd naar Anseremme, een deelgemeente van Dinant aan de overkant van de Maas. Aldus ontstaat verwarring met de tunnel van Anseremme in spoorlijn 166 (Dinant - Bertrix). Een andere naam is tunnel van Moniat.